# Трговина људима у Ирану
Трговина људима у Ирану од средине 2024. није ратификовао Протокол УН о трговини људима из 2000.

## Историјат
Иранска влада је 2008. године забранила све облике трговине људима Законом о борби против трговине људима који прописује строге казне, често укључујући смртне казне, за осуђене трговце људима.
Према Сједињеним Америчким Државама, Влада Ирана није испоштовала минималне стандарде за елиминацију трговине људима и није уложила значајне напоре да то учини. Недостатак приступа Ирану званичницима Савезне владе Сједињених Америчких Држава забранио је прикупљање потпуних података о проблему трговине људима у земљи и напорима владе да га обузда. Иран није доставио америчкој влади доказе о активностима органа за спровођење закона против трговине људима.
Индекс организованог криминала је 2023. године дао Ирану оцену осам од десет за трговину људима, уз напомену да је ова земља главна саобраћајна рута за жене које су премештене из Азије у Европу. Трговина људима је најчешћа у сврху сексуалне експлоатације или присилног ропства.

## Извештај америчког Стејт департмента
Канцеларија америчког Стејт департмента за праћење и борбу против трговине људима ставила је Иран као трећу земљу у Извештај о трговини људима 2017. Према подацима „иранске девојке од тринаест до седамнаест година су мете банди за трговину људима које се насилно шаљу ради продаје и сексуалне експлоатације ван Ирана”. У извештају се помиње да су неке послате у Курдистан, Ирак, најчешће у Сулејманију, за сексуалну експлоатацију, а неке су тамо одвели кријумчари.
У извештају се наводи да су иранске власти и револуционарна гарда натерале авганистанске избеглице да се боре у Сирији и Ираку и да је Иран постао извор и одредиште мушкараца, жена и деце изложених трговини и принудном раду у последњих пет година.
Извештај америчког Стејт департмента 2023. наводи да је Иран једна од једанаест земаља за које се сматрало да имају документовану владину политику или образац трговине људима.

## Извјештај иранске владе
Према извештају Националне безбедносне полиције Велике команде Техерана, као и извештајима Центра за женска питања и Комитета Организације за одбрану жртава насиља 2003, кријумчарење пограничних жена и девојака у Арапске земље Персијског залива, Пакистан, Авганистан и Европу су се прошириле. Кријумчари су преносили своје жртве из Авганистана, Пакистана и Филипина у Иран, а затим их слали у Европу. 
Године 2003. било је двеста банди откривених и деактивираних у провинцији Западни Азербејџан.
Шеф имиграционе и граничне полиције иранске владе Али Садеги признао је фебруара 2013. да се иранске девојке кријумчаре у арапске државе на јужној маргини Персијског залива. Такође, командант полиције Есмаил Ахмади-Могадам је рекао да је главна дестинација трговина људима из Ирана, европских земаља, Аустралије и Канаде. У Ирану је из године у годину забележен пораст трговине децом и све нижа узрасна старост за проституцију.